# Bourneville-Sainte-Croix
Bourneville-Sainte-Croix é uma comuna francesa na região administrativa da Normandia, no departamento de Eure. Estende-se por uma área de 15.83 km². Em 2010 a comuna tinha 1 338 habitantes (densidade: 84,5 hab./km²).
Foi criada em 1 de janeiro de 2016, após a fusão das antigas comunas de Bourneville e Sainte-Croix-sur-Aizier.